# Cotu Băii
Cotu Băii – wieś w Rumunii, w okręgu Suczawa, w gminie Fântâna Mare. W 2011 roku liczyła 774 mieszkańców.